# Équipe cycliste 7-Eleven
L'équipe cycliste 7-Eleven était une équipe américaine de cyclisme professionnel sur route.
Elle a été la première équipe américaine à évoluer à haut-niveau, au sein du peloton professionnel. Très facilement reconnaissable avec son maillot vert dans le dos et vert et rouge à l'avant. L'équipe 7-Eleven aura marqué les années 1980 en permettant aux Américains de débarquer sur le tour. Dès 1986, CBS diffuse le tour en créant une mise en scène à la Hollywood. Publicité en direct. L'équipe aura à plus d'un titre été novatrice.
Elle est intronisée au Temple de la renommée du cyclisme américain en 1997.

## Historique
L'équipe amateur 7-Eleven est créée en 1981 par Jim Ochowicz. Elle est sponsorisée par la Southland Corporation, propriétaire de l'enseigne de commerce 7-Eleven qui donne son nom à l'équipe, et le constructeur de cycles Schwinn. Sept coureurs la composent à ses débuts, dont l'ancien patineur de vitesse Eric Heiden. Schwinn cesse son partenariat en 1982. L'équipe intègre cette année-là Davis Phinney, Ron Kiefel, le Canadien Alex Stieda et une femme, Rebecca Twigg. Les coureurs de 7-Eleven apparaissent en 1984 dans le film Le Prix de l'exploit aux côtés de Kevin Costner.
En 1985, l'équipe 7-Eleven devient professionnelle. Elle se rend en Europe avec Alexi Grewal, Eric Heiden, Davis Phinney, Ron Kiefel, Jeff Bradley, Tom Schuler, Ron Hayman, Stieda, et Chris Carmichael. Kiefel remporte le Trofeo Laigueglia en février. 7-Eleven est invitée à participer au Tour d'Italie. Le jeune Andy Hampsten est alors recruté pour un contrat de 30 jours. Kiefer et Hampsten gagnent chacun une étape du Giro et deviennent les premiers vainqueur d'étape de grand tour américains.
En 1986, Hampsten quitte l'équipe pour aller épauler Bernard Hinault et Greg LeMond chez La Vie claire (il reviendra chez 7-Eleven l'année suivante). Cette même année, l'équipe participe à son premier Tour de France. Ce Tour est un réussite : Alex Stieda devient alors le premier nord-américain à porter le maillot jaune et Davis Phinney devient le premier coureur américain à gagner une étape du Tour de France.
En 1987, Hampsten remporte le Tour de Suisse. 7-Eleven remporte trois étapes du Tour de France, par Phinney, Dag Otto Lauritzen et Jeff Pierce. Raúl Alcalá remporte le maillot blanc qui récompense le meilleur jeune du Tour.
En 1988, Hampsten remporte le Tour d'Italie. En 1989, l'équipe engage Sean Yates et Frankie Andreu.
En 1990, l'équipe recrute une autre star nord-américaine : Steve Bauer et le Suisse Urs Zimmermann. Bauer termine second de Paris-Roubaix.
L'équipe est dissoute à la fin de la saison. Les coureurs formeront l'ossature de l'équipe Motorola en 1991.
En 2025 l'équipe norvégienne UNO-X porte le maillot 7-Eleven sur la course Liège-Bastogne-Liège.

## Sponsors
- 7-Eleven : Enseigne de commerces de proximité américaine
- Descente : Fabricant de vêtements de sport (sportswear) américain
- Hoonved : Fabricant italien de machines à laver
- Schwinn : Fabricant de cycles américain

## Coureurs célèbres
| - Raúl Alcalá 1986 à 1988 - Norman Alvis 1989 à 1990 - Frankie Andreu 1989 à 1990 - Steve Bauer 1990 - Andy Bishop 1990 | - Jonathan Boyer 1985 à 1986 - Alexi Grewal 1986 - Andrew Hampsten 1988 à 1990 - Eric Heiden 1981 à 1990 - Ron Kiefel 1985 à 1990 | - Dag Otto Lauritzen 1988 à 1990 - Davis Phinney 1982 à 1990 - Jeff Pierce 1986 à 1990 - Bob Roll 1985 à 1990 - Douglas Shapiro 1986 à 1988 | - Alex Stieda 1982 à 1990 - John Tomac 1990 - Jens Veggerby 1988 à 1990 - Sean Yates 1989 à 1990 - Roger Young 1981 | - Gerhard Zadrobilek 1989 - Urs Zimmermann 1990 |

## Liste des coureurs de l'équipe cycliste 7-Eleven

### 1981-1982-1983-1984
| 19817 Eleven-Schwinn-Descente | 19827 Eleven-Descente | 19837 Eleven-Descente | 19847 Eleven |

### 1985-1986-1987-1988
| 19857 Eleven-Hoonved - Jonathan Boyer - Jeff Bradley - Tom Broznowski - Chris Carmichael - Matt Eaton - Andrew Hampsten - Ron Hayman - Eric Heiden - Ron Kiefel - Davis Phinney - Bob Roll - Tom Schuler - Richard Scibird - Doug Shapiro - Roger Young | 19867 Eleven-Hoonved - Raúl Alcalá - Jonathan Boyer - Jeff Bradley - Chris Carmichael - Alexi Grewal - Eric Heiden - Ron Kiefel - Davis Phinney - Jeff Pierce - Bob Roll - Tom Schuler - Doug Shapiro - Alex Stieda | 19877 Eleven-Hoonved - Raúl Alcalá - Jonathan Boyer - Jeff Bradley - David Brinton - Chris Carmichael - Alexi Grewal - Andrew Hampsten - Eric Heiden - Ron Kiefel - Dag Otto Lauritzen - Rosolino Manca - Davis Phinney - Jeff Pierce - Bob Roll - Tom Schuler - Doug Shapiro - Peter Stevenson - Alex Stieda - Jens Veggerby | 19887 Eleven-Hoonved - Raúl Alcalá - Chris Carmichael - Nathan Dahlberg - Kim Eriksen - Andrew Hampsten - Eric Heiden - Ron Kiefel - Roy Knickman - Dag Otto Lauritzen - Robert Mathis - Scott McKinley - John Nuttall - Davis Phinney - Jeff Pierce - Bob Roll - Tom Schuler - Doug Shapiro - Peter Stevenson - Alex Stieda - Jens Veggerby |

### 1989-1990
| 19897 Eleven-American Airlines - Norman Alvis - Frankie Andreu - John Brady - Nathan Dahlberg - Andrew Hampsten - Eric Heiden - Ron Kiefel - Roy Knickman - Dag Otto Lauritzen - Scott McKinley - Davis Phinney - Jeff Pierce - Bob Roll - Tom Schuler - Peter Stevenson - Alex Stieda - Jens Veggerby - Brian Walton - Sean Yates - Gerhard Zadrobilek | 19907 Eleven-Hoonved - Norman Alvis - Frankie Andreu - Steve Bauer - Andy Bishop - John Brady - Thomas Craven - Nathan Dahlberg - Andrew Hampsten - Eric Heiden - Ron Kiefel - Roy Knickman - Dag Otto Lauritzen - Tommy Matush - Scott McKinley - Davis Phinney - Jeff Pierce - Bob Roll - Tom Schuler - Alex Stieda - John Tomac - Jens Veggerby - Brian Walton - Sean Yates - Urs Zimmermann |  |  |